# Duckwalk
Duckwalk je taneční prvek při hraní na kytaru. Tento prvek používal již bluesový kytarista T-Bone Walker ve 30. letech 20. století, později ho však zpopularizoval rock and rollový kytarista Chuck Berry, kterému je také připisováno jeho autorství. V sedmdesátých letech ho začal používat také Angus Young z hard rockové skupiny AC/DC.